# Underneath
Underneath (ook wel The Underneath) is een Amerikaanse misdaadfilm uit 1995 onder regie van Steven Soderbergh en is gebaseerd op het boek Criss Cross van Don Tracy uit 1934 en de boekverfilming van Robert Siodmak uit 1949. De hoofdrollen worden vertolkt door Peter Gallagher en Alison Elliott. 

## Verhaal
Michael Chambers keert terug naar huis voor het trouwfeest van zijn moeder, die hertrouwt. Michael was vanwege gokschulden uit zijn geboorteplaats gevlucht en had zijn vrouw Rachel achtergelaten om de puinhoop die hij had veroorzaakt op te ruimen. Hij probeert nu zijn relaties met zijn familie, zijn vrienden en vijanden te vernieuwen. Hij krijgt een baan als chauffeur van een pantserwagen voor de nieuwe echtgenoot van zijn moeder, maar wanneer hij met Rachel wordt betrapt door haar gangstervriendje Dundee, bedenkt hij een plan om een salaris te stelen dat hij vervoert, om uit zijn benarde situatie te komen.

## Rolverdeling
| Acteur          | Personage        |
| --------------- | ---------------- |
| Peter Gallagher | Michael Chambers |
| Alison Elliott  | Rachel           |
| Adam Trese      | David Chambers   |
| Joe Don Baker   | Clay Hinkle      |
| Paul Dooley     | Ed Dutton        |
| Shelley Duvall  | Blake            |
| Elisabeth Shue  | Susan Crenshaw   |

## Release en ontvangst
(The) Underneath ging op 28 april 1995 in première. De film kreeg gemengde kritieken van de filmcritici, met een score van 62% op Rotten Tomatoes, gebaseerd op 26 beoordelingen.